# Albertochampsa
Albertochampsa — вимерлий рід глобідонтанових алігатороїдів (можливо, стеблового каймана) з пізньої крейди Альберти. Він був названий у 1972 році Брюсом Еріксоном, а типовий вид — A. langstoni. Він відомий за черепом із формації парку динозаврів кампанського періоду, де він був рідкісним; Leidyosuchus — крокодил, який найчастіше зустрічається в парку. Довжина черепа Альбертошампса становила лише близько 21 см.